# Narón
Narón {{coor dms|43|32|47.55|N|8|08|53.42|W là một đô thị của Ferrolterra phía tây bắc Tây Ban Nha ở tỉnh A Coruña trong cộng đồng tự trị của Galicia. 